# Villkorsadverbial
Villkorsadverbial är ett adverbial där den vanligaste uttrycksformen är en konditional bisats (villkorsbisats), exempelvis Om du kommer blir jag glad. Av denna anledning är villkorsbisats en vanligare term än villkorsadverbial. 
Icke-sententiella villkorsadverbial (alltså sådana som inte utgörs av en sats) kan uppfattas som deriverade. De uttrycks med prepositionsfraser av typen i händelse av, i fall av, till exempel I händelse av regn blir konserten inställd. Ett villkor kan också uttryckas med annat satsled, till exempel ett predikativt attribut: ... kommer kallad, men ej strax (om taxen).